# François Rozet
Pour les articles homonymes, voir Rozet.
François Rozet est un acteur né à Villars-les-Dombes (France) le 25 mars 1899 et mort le 8 avril 1994 à Montréal.

## Biographie
Après des études au Conservatoire de Paris, François Rozet travaille avec succès au théâtre en France (il joue Le Cid à L'Odéon). Il connaît une importante carrière au cinéma français et il joue dans le premier film parlant français Les Trois masques.
Durant la Seconde Guerre mondiale, il reçoit une offre de Joseph-Alexandre DeSève pour venir jouer au théâtre à Montréal. Acteur reconnu, il émigre au Québec en 1940 et se produira sur toutes les scènes montréalaises (Théâtre du Nouveau Monde, NCT, Théâtre du Rideau Vert, etc.) surtout dans les œuvres classiques aux côtés de Jean Gascon dans "Mon père avait raison" de Sacha Guitry, avec Jean-Louis Roux dans "La Mouette" de Tchekhov, avec Yvette Brind'Amour et Janine Sutto dans "La Reine morte" de Henry de Montherlant.
À la télévision, il a joué notamment dans "La Côte de sable", "Les Forges de Saint-Maurice" et "D’Iberville", et au cinéma dans "Les Misérables" et "Le Père Chopin". Il a fait pendant longtemps des lectures à la radio, et il a enseigné la diction et l'interprétation à bon nombre de comédiens québécois Denise Pelletier, Gilles Pelletier, Hélène Loiselle, Yvon Deschamps, Gilles Latulippe, etc., et d'annonceurs.
Michel Vaïs résume ainsi son importance dans l'histoire théâtrale du Québec : « Doué d'une voix chaleureuse, d'une diction exceptionnelle et d'une grande clarté d'élocution, Rozet est sans doute le meilleur interprète du répertoire classique que le Québec ait connu».
Il a été décoré de l'Ordre du Canada en 1971.

## Filmographie
- 1925 : Les Misérables de Henri Fescourt - film tourné en quatre époques - : Marius
- 1927 : La Cousine Bette de Max de Rieux
- 1927 : La Glu de Henri Fescourt
- 1928 : Madame Récamier de Gaston Ravel et Tony Lekain
- 1928 : Minuit... place Pigalle de René Hervil
- 1929 : Les Trois Masques  d'André Hugon : Paolo
- 1929 : Trois jeunes filles nues de Robert Boudrioz
- 1929 : Monte-Cristo de Henri Fescourt - film tourné en deux époques -
- 1933 : La Guerre des valses de Ludwig Berger et Raoul Ploquin
- 1934 : La Porteuse de pain de René Sti : Lucien Labroue
- 1934 : Sapho de Léonce Perret : Jean Gaussin
- 1935 : L'heureuse aventure de Jean Georgesco
- 1940 : Face au destin de Henri Fescourt : Le lieutenant
- 1941 : Notre-Dame de la Mouise de Robert Péguy : L'abbé
- 1945 : Le Père Chopin de Fédor Ozep : Jacques Dupont
- 1960 : La Côte de sable (série TV) : François Dumoulin
- 1961 : La Cerisaie (TV)
- 1962 : La Balsamine (série TV) : Le notaire Bourdages
- 1963 - 1966 : De 9 à 5 (série TV) :
- 1965 : La Reine morte (TV)
- 1968 : D'Iberville (série TV) : Charles Le Moyne
- 1974 : Toi et tes nuages (TV)

## Distinctions
- Décoré de l'Ordre du Canada en 1971.